# 14号椅

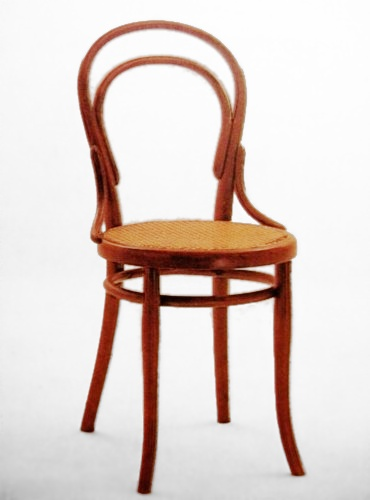
索纳特设计的14号椅

14号椅,也叫维也纳咖啡馆椅,索纳特14号椅，是由德国设计师迈克·索耐特（Michael Thonet，又译为米切尔·托勒）设计，于1859年推出的一款曲木椅。